# Factor clave
Factor clave (título original en inglés: Key item) es una historia corta de ciencia ficción escrita por Isaac Asimov. Es parte de una serie de historias relativas a la supercomputadora ficticia Multivac. Fue originalmente escrito para ser impreso en la revista Computers and Automation en 1959, pero ésta no es publicada. Más tarde apareció en la edición de julio de 1968 de Fantasy and Science Fiction y fue reimpresa en 1975 en la colección Buy Júpiter y otros cuentos.

## Trama
Multivac se niega a trabajar y los equipos de científicos no puede localizar la falla. Jack Weaver no se da cuenta de que Multivac tiene sentimientos y se supone que se descompone cuando esta se niega a responder a su pregunta. A continuación, otro científico, Nemerson, se da cuenta de que en las instrucciones que se le han dado a la computadora falta un elemento clave, cuando la frase "Por favor" se añade a las instrucciones, Multivac vuelve a trabajar. "Después de todo, una máquina tiene sentimientos - cuando no es una máquina más".
- Datos: Q3222595